# Парламентські вибори в Іспанії 2023
23 липня 2023 року в Іспанії відбулись позачергові парламентські вибори для обрання депутатів в Генеральні кортеси Іспанії.
Спочатку їх планувалося провести у грудні 2023 року, однак, причиною дострокових виборів стали погані результати владних партій на травневих місцевих виборах, де Іспанська соціалістична робітнича партія прем'єра Санчеса та її молодший союзник, ліворадикальна коаліція Подемос, втратили позиції, а консервативна Народна партія та ультраправа партія Вокс поліпшили свої показники.

## Тло
Термін повноважень кожної палати Генеральних кортесів — Конгресу та Сенату — спливає через чотири роки з дня їхнього попереднього обрання, якщо вони не будуть розпущені раніше. Відповідно попередні вибори відбулося 10 листопада 2019 року, що означає, що термін повноважень законодавчого органу спливає 10 листопада 2023 року.
Педро Санчес, діючий прем'єр-міністр, неодноразово заявляв про своє бажання розпустити законодавчий орган, після закінчення його каденції у 2023 році, після закінчення головування Іспанії в Раді Європейського Союзу, розвіявши, таким чином, будь-які чутки про дострокові вибори, та призначив попередню дату виборів на грудень 2023 року. Однак погані результати його партії на травневих регіональних та місцевих виборах, та на яких консервативна Народна партія та ультраправа партія Вокс поліпшили свої показники призвели до дострокового розпуску кортесів.

## Опитування громадської думки

Лінія тренду локальної регресії результатів опитування з 10 листопада 2019 року

### Агрегації опитувань
| Агрегатор опитувань                            | Дата опитування   |              |               |            |         | CS     |       |         |           | Перевага |     |     |     |
| ---------------------------------------------- | ----------------- | ------------ | ------------- | ---------- | ------- | ------ | ----- | ------- | --------- | -------- | --- | --- | --- |
| Агрегатор опитувань                            | Дата опитування   | El Plural    | 6 травня 2023 | 25.2       | 29.6    | 14.5   | –     | –       | [ a ]     | Перевага | 5.7 | 9.7 | 4.4 |
| Electográfica                                  | 5 травня 2023     | 23.9 97      | 30.4 130      | 14.4 45    | –       | 1.8 0  | [ a ] | 6.3 8   | 10.6 26   | 6.5      |     |     |     |
| PolitPro                                       | 30 квітня 2023    | 24.3         | 30.4          | 14.4       | –       | 1.9    | [ a ] | 6.3     | 10.4      | 6.1      |     |     |     |
| Porcentual                                     | 30 квітня 2023    | 24.0 97      | 30.4 133      | 14.3 46    | –       | 1.3 0  | [ a ] | 5.3 8   | 10.6 24   | 6.4      |     |     |     |
| Politico                                       | 28 квітня 2023    | 24.0         | 31.0          | 14.0       | –       | 1.0    | [ a ] | 6.0     | 11.0      | 7.0      |     |     |     |
| Electocracia                                   | 24 квітня 2023    | 25.0 101/103 | 30.4 130/132  | 15.1 49/50 | –       | 2.2 0  | [ a ] | 5.4 6/7 | 9.1 19/20 | 5.4      |     |     |     |
| EuropeElects                                   | 20 квітня 2023    | 24.0         | 30.8          | 14.9       | –       | 2.1    | [ a ] | 6.7     | 9.1       | 6.8      |     |     |     |
| El Confidencial                                | 13 квітня 2023    | 25.2         | 30.4          | 14.5       | –       | 2.1    | [ a ] | 7.6     | 12.7      | 5.2      |     |     |     |
| El Periódico                                   | 28 березня 2023   | 27.2 104     | 30.6 133      | 13.9 44    | 10.6 26 | 1.7 0  | 2.4 3 | [ b ]   | –         | 3.4      |     |     |     |
| El Electoral                                   | 25 березня 2023   | 26.3         | 31.5          | 14.2       | 10.3    | 1.9    | 2.6   | [ b ]   | –         | 5.2      |     |     |     |
| El País                                        | 18 лютого 2023    | 26.4 105     | 30.7 132      | 15.1 46    | 10.6 26 | 1.8 0  | 2.4 3 | [ b ]   | –         | 4.3      |     |     |     |
|                                                |                   |              |               |            |         |        |       |         |           |          |     |     |     |
| Парламентські вибори в Іспанії 2019 (листопад) | 10 листопада 2019 | 28.0 120     | 20.8 89       | 15.1 52    | 12.9 35 | 6.8 10 | 2.4 3 | [ b ]   | –         | 7.2      |     |     |     |
|                                                |                   |              |               |            |         |        |       |         |           |          |     |     |     |

## Результати
За результатами підрахунку 100 % бюлетенів Народна партія здобула більшість у парламенті (137 місць), її соратники з ультраправої партії Vox — 33. Діюча правляча Іспанська соціалістична робітнича партія прем'єр-міністра Педро Санчеса отримала 121 місця, а її союзники з альянсу Sumar — 31 місце.